# ریچموند (ورمانت)
ریچموند (به انگلیسی: Richmond) یک منطقهٔ مسکونی در ایالات متحده آمریکا است که در شهرستان چیتندن، ورمانت واقع شده‌است. ریچموند ۸۴٫۸ کیلومتر مربع مساحت و ۴٬۱۶۷ نفر جمعیت دارد و ۸۸ متر بالاتر از سطح دریا واقع شده‌است.